# 계시의 점진성
계시의 점진성(Progressive revelation)이란 후대에 쓰여진 성경의 부분들이 앞서 기록된 부분 보다더 하나님의 풍부한 계시를 포함하고 있다고 주장하는 기독교의 개념이다. 찰스 핫지는 신적 계시의 점진적 특성은 성경의 위대한 교리들의 연관성에서 잘 알려진다고 한다. 처음에는 모호했던 부분들이 뒤에서 잘 드러난다고 한다. 즉 진리가 풍성하게 계시된다고 한다.
궁극적 하나님의 계시는 복음서에 계시된 예수 그리스도안에서 발견되어 이해된다. 예를 들면 신약은 구약을 해석하는데 보다더 잘 사용되어 이해된다고 본다. 미국 프린스턴 신학교의 게르하르두스 보스에 의해서 본격적으로 알려지게 되었다.

## 같이 보기
- 게르하르두스 보스
- Biblical inspiration
- 세대주의
- 일반 계시
- 특별한 계시